# Stromatitica
Stromatitica là một chi bướm đêm thuộc họ Cosmopterigidae.